# 崔琦
崔 琦（さい き、生没年不詳）は、後漢の官僚・文人。字は子瑋。本貫は涿郡安平県。

## 経歴
済北国相の崔瑗の一族であった。若くして洛陽に遊学し、文章に広く通じていることで知られた。孝廉に挙げられ、郎となった。河南尹の梁冀はその才能を聞いて交友を求めた。梁冀には不法な行いが多かったため、崔琦はたびたび故事を引いて戒めたが、梁冀は聞き入れなかった。そこで崔琦は「外戚箴」を作った。
やはり梁冀は聞き入れなかったので、崔琦は「白鵠賦」を作って批判した。梁冀はこれを見て崔琦を呼び出し、批判を控えるよう求めた。崔琦は「むかし斉の宰相の管仲は喜んで諫言を聞き、漢の宰相の蕭何は書過の史を設けたといいます。いま将軍は伊尹や周公旦のような輔政の任にありますが、徳政あるとはいまだ聞かず、民衆が塗炭に苦しんでいる始末です。忠良な人物を容れることができず、かえって士人の口をふさごうとなさるとは。耳を覆っていれば、黒を黄色に変えることができ、馬と鹿が形を取り換えるのでしょうか」と直言した。梁冀は答えず、崔琦を故郷に帰らせた。
後に崔琦は臨済県長に任じられたが、職につかず印綬を解いて去った。梁冀は刺客に命じて崔琦を暗殺しようとした。崔琦が畑を耕し、休息しては書物を朗読しているのを見て、刺客はその志を哀れみ、暗殺計画を崔琦に告げた。崔琦は逃走することができたが、後に梁冀の手の者に捕えられて殺された。
かれによって著された賦・頌・銘・誄・箴・弔・論・「九咨」・「七蠲」は合わせて十五篇あった。

## 伝記資料
- 『後漢書』巻80上 列伝第70上